# Альховик (Лиозненский район)
Альховик (бел. Альхаві́к) — деревня в Лиозненском районе Витебской области Республики Беларусь. Входит в состав Лиозненского сельсовета.

## География
Ближайшие населённые пункты Адаменки, Пунище, Уно и др.

## История
В 1905 году деревня Альховик II в Веляшковской волости Витебского уезда Витебской губернии, 31 двор.

## Население

### Численность
- 2009 год — 96 жителей

### Динамика
- 2009 год — 96 жителей (перепись населения)[2]

## Улицы
- Александра Бельчикова
- Восточная
- Замковая
- Набережная
- Школьный переулок

## Известные лица
- Белохвостиков, Александр Ефимович — партийный деятель.
- Николай Карпович Ильин — работник сельского хозяйства и строительной промышленности. Герой Социалистического Труда.
- Игнат Алексеевич Ермошенко — белорусский государственный деятель.